# Psathura lancifolia
Psathura lancifolia är en måreväxtart som beskrevs av Cornelis Eliza Bertus Bremekamp. Psathura lancifolia ingår i släktet Psathura och familjen måreväxter. Inga underarter finns listade i Catalogue of Life.